# Eugenia Lemos
Eugenia Lemos (San Antonio de Padua, 19 de noviembre de 1985) es una actriz y modelo argentina nacionalizada chilena, reconocida por su participación en distintos programas en los respectivos países. 
Actualmente es influencer de moda en Chile.

## Biografía
Comenzó haciendo comerciales en su natal Argentina y en 2010 saltó a la fama animando el programa para adultos El Mundo de Playboy del canal Playboy TV.
El 2011 participa del programa de baile Soñando por bailar, siendo la gran ganadora. Posteriormente fue una de las participantes del célebre programa Bailando por un sueño, animado por Marcelo Tinelli. Fue invitada por primera vez a Chile al programa de espectáculos Primer plano de Chilevisión. En 2012, se integra como participante al reality chileno Pareja perfecta de Canal 13, en el cual obtiene el segundo lugar de la competencia. 
En el 2015 vuelve a Chile para participar del reality de Mega, Amor a prueba junto a su pareja Matías Kosznik. 
El 2016 se convierte en rostro de Mega participando como anfitriona de actividades en el reality ¿Volverías con tu ex?. Además de conducir el webshow 10 cosas que amo y odio de ti, derivado del reality que se encarga de entrevistar a los eliminados. A finales de ese mismo año se integra al panel del matinal Mucho gusto, encargada de la sección de moda.
Fue anfitriona en el reality Doble tentación, como también vuelve a su rol de animadora en la segunda temporada del webshow 10 cosas de ti, cambiando de nombre por el nuevo reality.

## Trabajos en televisión
| Año           | Título                         | Rol                  | Notas                      | Canal       | País                 |
| ------------- | ------------------------------ | -------------------- | -------------------------- | ----------- | -------------------- |
| 2003          | Rebelde Way                    | Estudiante           | Sin acreditar              | Canal 9     | Bandera de Argentina |
| 2009          | Circe                          | Delia                | Protagonista, cortometraje |             | Bandera de Cuba      |
| 2010          | Niní                           | Jennifer             |                            | Telefe      | Bandera de Argentina |
| 2010          | El mundo de Playboy            | Conductora           |                            | Playboy TV  | Bandera de Argentina |
| 2011          | Soñando por bailar             | Participante         | Ganadora                   | El Trece    | Bandera de Argentina |
| 2011          | Showmatch: Bailando 2011       | Participante         | 21.ª eliminada             | El Trece    | Bandera de Argentina |
| 2012          | Soñando por Bailar 2           | Jurado               | Reemplazo (6 programas)    | El Trece    | Bandera de Argentina |
| 2012          | La cocina del show: Concubinos | Clara                | Participación especial     | El Trece    | Bandera de Argentina |
| 2012          | Pareja perfecta                | Participante         | 2.º lugar                  | Canal 13    | Bandera de Chile     |
| 2013          | Teatro en CHV                  | Loly Pop             |                            | Chilevisión | Bandera de Chile     |
| 2013          | Dale la tarde                  | Movilera             |                            | El Trece    | Bandera de Argentina |
| 2014          | Combate                        | Capitana Equipo Rojo | Destituida                 | Canal 9     | Bandera de Argentina |
| 2014          | Combate                        | Participante         | 12.ª eliminada             | Canal 9     | Bandera de Argentina |
| 2014          | Amor a prueba                  | Participante         | 14.ª eliminada / Expulsada | Mega        | Bandera de Chile     |
| 2016          | ¿Volverías con tu ex?          | Anfitriona           |                            | Mega        | Bandera de Chile     |
| 2016          | 10 cosas que amo y odio de ti  | Conductora           |                            | Mega        | Bandera de Chile     |
| 2016–2018     | Mucho gusto                    | Encargada de la moda |                            | Mega        | Bandera de Chile     |
| 2017          | Doble tentación                | Anfitriona           |                            | Mega        | Bandera de Chile     |
| 2017          | 10 cosas de ti                 | Conductora           |                            | Mega        | Bandera de Chile     |
| 2018-presente | Glamorama TV                   | Conductora           |                            | Vive        | Bandera de Chile     |
| 2018          | Viajeros de moda               | Conductora           |                            | Mega        | Bandera de Chile     |
| 2019          | Cazadores de la moda           | Conductora           |                            | Mega Plus   | Bandera de Chile     |
| 2019          | Resistiré                      | Monitor              |                            | Mega        | Bandera de Chile     |

### Otras apariciones
- Vértigo (Canal 13, 2012) - Participante
- Más Vale Tarde (Mega, 2013) - Invitada
- Juga2 (TVN, 2014) - Invitada
- Mujeres Primero (La Red, 2015) - Invitada
- Buenos días a todos (TVN, 2015) - Invitada
- Bienvenidos (Canal 13, 2015) - Invitada
- Primer plano (Chilevisión, 2016) - Invitada
- Maldita moda (Chilevisión, 2016) - Invitada
- La divina comida (Chilevisión, 2017) - Invitada
- Algo personal (UCV, 2018) - Invitada
- Muy buenos días (TVN, 2019) - Invitada
- Pasapalabra (Chilevisión, 2019) - Participante
- Pasemos las doce (La Red, 2020) - Invitada
- Juego contra fuego (Canal 13, 2020) - Jurado invitada
- Mucho gusto (Mega, 2024) - invitada